# Тихинський тролейбус
Тихинський тролейбус — діюча тролейбусна система у місті Тихи. Одна з трьох тролейбусних систем у Польщі (дві інші діють у Любліні та Гдині). Перевізник — Tyskie Linie Trolejbusowe Spółka z o.o., власником якої є гміна Тихи.

## Історія
Поява тролейбуса в місті Тихи пов'язано з несприятливою ситуацією на ринку пального і з проблемами з поставками палива у 1980-ті роки. Тодішній перевізник («WPK w Katowicach») вирішив знизити частку автобусного транспорту на користь електричного. Однак через дорожнечу будівництва трамвайних колій було вирішено побудувати тролейбусну мережу.
- Лютий — вересень 1982 року — будівництво першої експериментальної тролейбусної лінії;
- 1 жовтня 1982 року — запуск маршруту № 1 від депо ВПК до вулиці Красицького (нині — вул. Іоанна Павла II);
- 1983 рік — будівництво тролейбусної лінії завдовжки 9 км вулицями: Товаріві, Пшемислова, Металёва, Ханки Савицької, Яськовіцка, Сточнёвцув, Харцерска, Бегонії, Будовляних, Свєрчевського та Леніна (нині — вул. Владислава Андерса) в районі залізничного вокзалу;
- 1984 рік — будівництво лінії завдовжки 3,6 км на північ від центру міста на вулицях: Армії Крайової, Едукац'і і Будовляних;
- 1985 рік — будівництво 5,3 км тролейбусної лінії вулицями: Красицького, Ровецького і Жваковска, сполучення центру міста з районом Папроцани;
- 2002 рік — будівництво лінії завдовжки 1,2 км по вул. Іоанна Павла II;
- 2012—2013 роки — завдяки фінансуванню ЄС була проведена модернізація тролейбусної мережі і придбані тролейбуси з низькою підлогою Solaris;
- 2015 рік — виведення з експлуатації останніх високопольних тролейбусів Jelcz;
- Вересень 2019 року — відкриття нового маршруту G, на частині маршруту відсутня контактна мережа — тролейбуси прямують її автономним ходом[2].

## Маршрути
До 1992 року діяло 4 лінії (маршрути № 1—4). З 1992 року прийнято буквенне позначення маршрутів. У 2023 році в місті Тихи діє 6 маршрутів:
- A: Залізничний вокзал — вул. Товаріві;
- B: Залізничний  вокзал — Папроцани;
- C: Залізничний вокзал — вул. Товаріві;
- D: Залізничний вокзал — вул. Товаріві;
- E: Сікорського-Віадукт — Сікорського-Віадукт (кільцевий);
- F: Воєводський госпіталь — Воєводський госпіталь (кільцевий, працював з 1 жовтня по 1 грудня 2013 року, скасований через низький пасажиропотік);
- G: Сікорського-Віадукт — Сікорського-Віадукт (кільцевий).

## Оплата проїзду
Місто Тихи входить до складу Верхнесилезької агломерації, перевізником громадського транспорту якої є — Управління метрополітального транспорту (пол. ZTM). На території агломерації діє єдина цінова політика. У 2020 році вартість поїздки в межах міста та  агломерації становила 3,40 злотих, на електронному носії за безконтактною оплатою ŚKUP — 3,00 злотих.

## Рухомий склад

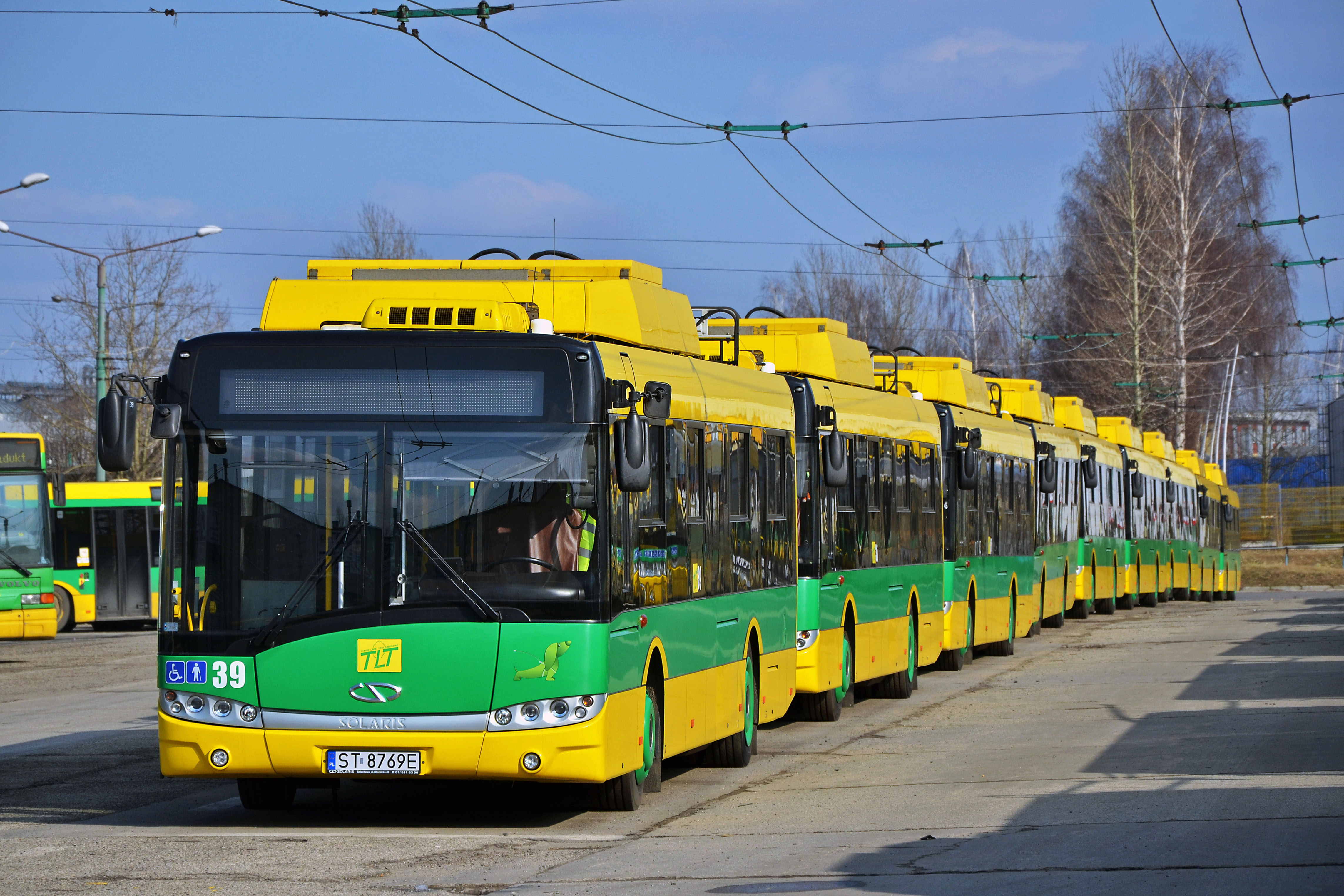
Тролейбусне депо в місті Тихи

З часу запуску тролейбусів в місті Тихи мережу обслуговували радянські тролейбуси, вироблені на Заводі імені Урицького. У 1982 році було придбано 12 тролейбусів ЗіУ-9Б та 12 ЗіУ-682УП. З 1990 року почалося поступово виведення з експлуатації радянських тролейбусів, їх місце зайняли тролейбуси польського виробництва.  З 2002 року парк поступово почав оновлення на моделі компанії Solaris.

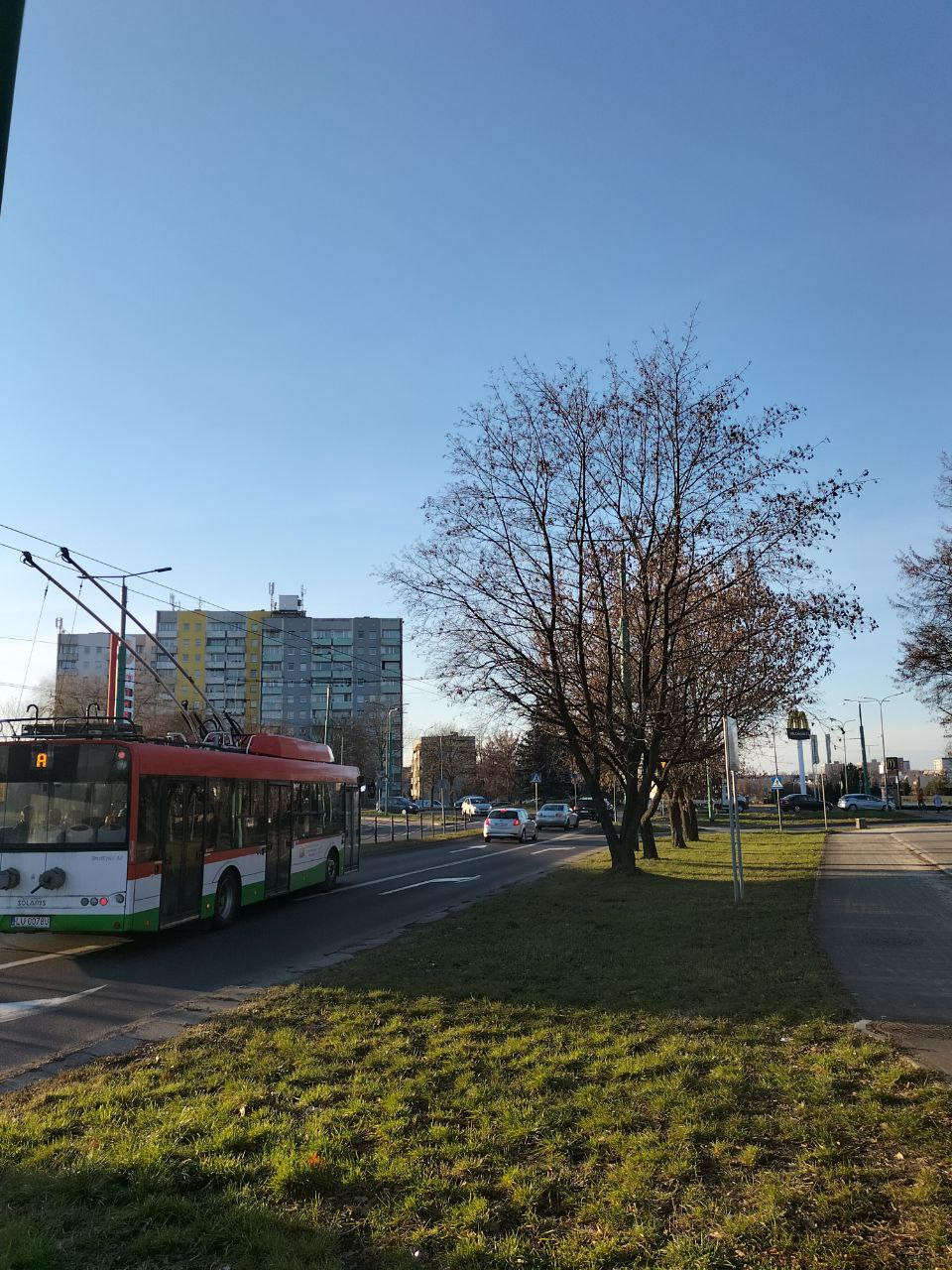
Solaris Trollino 12 (III) Škoda

У 2020 році 100 % тролейбусного депо складали різні модифікації тролейбусів Solaris Trollino:
| Solaris Trollino 12DC R  | 3  |         |    |
| Solaris Trollino 12T     | 1  |         |    |
| Solaris Trollino 12AC    | 2  |         |    |
| Solaris Trollino 12MB    | 15 |         |    |
| Solaris Trollino 12 (IV) | 3  | Всього: | 24 |